# Omeisaurus tianfuensis
Omeisaurus tianfuensis es una especie dudosa del género extinto Omeisaurus ("lagarto de Omei") de dinosaurio saurópodo eusaurópodo que vivió a finales del período Jurásico, hace aproximadamente entre 163 millones de años, en el Oxfordiense, en lo que es hoy Asia. Su espécimen tipo es ZDM T7501, un esqueleto. Fue encontrado en la "Cantera de Dinosaurios de Dashanpu" Dinosaur, parte de la formación Xiashaximiao, una arenisca y lutita de China.